# Vlădeni (gmina w okręgu Jałomica)
Vlădeni – gmina w Rumunii, w okręgu Jałomica. Obejmuje tylko jedną miejscowość Vlădeni. W 2011 roku liczyła 2156 mieszkańców. 